# Милутинце
Милутинце (мкд. Милутинце) је насеље у Северној Македонији, у североисточном делу државе. Милутинце је у оквиру општине Ранковце.

## Географија
Милутинце је смештено у североисточном делу Северне Македоније. Од најближег града, Куманова, село је удаљено 40 km источно.
Село Милутинце се налази у историјској области Славиште. Насеље је положено на јужним падинама планине Герман, на приближно 690 метара надморске висине.
Месна клима је планинска због знатне надморске висине.

## Становништво
Милутинце је према последњем попису из 2002. године имало 72 становника. Од тога огромну већину чине етнички Македонци (96%), а мањина су Срби.
Претежна вероисповест месног становништва је православље.